# Ole Einar Bjørndalen
Ole Einar Bjørndalen (født 27. januar 1974 i Simostranda i Norge) er en norsk skiskytte. 
Han er alle tiders mest vindende skisportsudøver, med (pr. 2. december 2015) 95 individuelle sejre i World Cup-konkurrencer, herunder en enkelt World Cup sejr i langrend. Han har seks gange vundet den samlede World Cup i skiskydning, senest i sæsonen 2008-2009, og han har i alt vundet 57 (opdateret efter VM 2016) medaljer ved OL og VM, hvoraf 28 er guldmedaljer.
Han er på grund af disse præstationer ofte blevet kaldt "Kongen af Skiskydning".
Hans bedste OL-præstation var da han ved vinter-OL 2002 i Salt Lake City vandt fire guldmedaljer ud af fire mulige.
Ved verdensmesterskaberne i både 2005 og 2009 vandt han ligeledes fire guldmedaljer.
Ved Vinter-OL 2014 i Sochi vandt Ole Einar Bjørndalen som 40-årig to guldmedaljer i skiskydning (10 km individuelt samt mixed stafet). Han blev alle tiders næstmest vindende atlet ved Vinter-OL med 13 medaljer i alt (8 guld, 4 sølv og 1 bronze) efter ligeledes norske Marit Bjørgen (15 medaljer).
I foråret 2014 meddelte Bjørndalen at han ville indstille karrieren efter VM på hjemmebane i Oslo i 2016, hvor han ville være 42 år. Efter at have vundet fire medaljer ved dette mesterskab (en guld, to sølv og en bronze), besluttede han imidlertid at fortsætte karrieren med henblik på at deltage i OL i Pyeongchang i 2018. Efter svigtende resultater i den første del af World Cup sæsonen 2017/18 blev han imidlertid ikke udtaget til det norske OL-hold. Han fik angiveligt tilbudt at stille op ved OL for det hviderussiske hold, hvor hans hustru Darja Domratjeva deltog, men afslog dette tilbud. 